# 钱达普尔
钱达普尔（Chandapur），是印度奥里萨邦Nayagarh县的一个城镇。总人口5260（2001年）。

## 人口
该地2001年总人口5260人，其中男性2658人，女性2602人；0—6岁人口536人，其中男273人，女263人；识字率69.58%，其中男性为76.03%，女性为62.99%。